# Vishneve (Podilsk)
Vishneve (en ucraniano: Вишневе) es un pueblo ucraniano perteneciente al óblast de Odesa. Situado en el suroeste del país, es parte del raión de Podilsk y del municipio (hromada) de Kuyalnik.

## Toponimia
El nombre del asentamiento en ruso es Vishniovoye (en ruso: Вишнёвое). Hasta 1930, el lugar era conocido como Shliajetna (en ucraniano: Шляхетна).

## Geografía
Vishneve se encuentra a 18 km de Podilsk y a 190 km de Odesa.

## Historia
En 1859 el pueblo de Shliajetna pertenecía a vólost de Kondrativ de la gobernación de Jersón, Imperio ruso.

## Demografía
La evolución de la población de Vishneve entre 1989 y 2022 fue la siguiente:
| 239                                                           | 232 |
| (Fuente: Cities & Towns of Ukraine y UKRAINE: Größere Städte) |     |

Según el censo de 2001, la lengua materna de la mayoría de los habitantes, el 90,09%, es el ucraniano; del 6,47% es el ruso; y el rumano, del 3,45%.